# 235
Cette page concerne l'année 235  du calendrier julien. Pour l'année 235 av. J.-C., voir 235 av. J.-C. Pour le nombre 235, voir 235 (nombre).
L'année 235 est une année commune qui commence un jeudi.

## Événements
- Entre le 18 février et le 9 mars[1] Sévère Alexandre, à la suite d’une paix achetée aux Germains, est massacré devant Mayence (Moguntiacum) avec sa mère Julia Mamaea par des soldats. Maximin le Thrace est proclamé empereur romain par les troupes de la Legio XXII Primigenia à Mayence (fin de règne en 238). Le Sénat romain le reconnait sans difficultés à la fin du mois[2].
- Été : Maximin passe le Rhin au sud de Mayence, traverse les Champs Décumates avant de rencontrer les Germains, qu'il contraint à la paix sans céder de terrain au sud du limes de Germanie[2].
- Automne : Maximin marche vers le sud pour passer l'hiver en Rhétie, peut-être à Ratisbonne[2].
- 28 septembre (ou 29 octobre)[3] : l’évêque de Rome Pontien, condamné aux mines de Sardaigne, abdique après avoir réconcilié Hippolyte de Rome avec l’Église. Il meurt d’épuisement le 19 novembre[4].
- 21 novembre : Anthère devient évêque de Rome (fin en 236)[4].

- Incendie de Strasbourg[5].
- Série de tremblements de terre dans le Pont et dans la Cappadoce. Les troubles consécutifs entrainent la persécutions des chrétiens par le légat Licinnius Serenianus et l'exil de nombreux d'entre eux. Une prophétesse apparait, allant nu-pieds par les montagnes enneigées, annonçant la fin du monde, administrant les sacrements, et voulant entraîner ses disciples à Jérusalem[6].
- La présence de garnisons romaines est attestée par des inscriptions à Hatra, en Mésopotamie[7].
- Mongolie : mort du fils du chef Xianbei Tanshihuai (141-181). Les chefs de tribus attaquent le pouvoir central. L’empire s’effondre à partir du milieu du IIIe siècle[8].

## Naissances en 235
- Sun Xiu, empereur des Wu.

## Décès en 235
- Février-mars : Sévère Alexandre, empereur romain.
- 19 novembre : Pontien, évêque de Rome[4].
- Hippolyte de Rome, théologien, antipape.